# Les Geneveys-sur-Coffrane
Les Geneveys-sur-Coffrane (toponimo francese) è una frazione di 1 611 abitanti del comune svizzero di Val-de-Ruz (Canton Neuchâtel).

## Geografia fisica
Les Geneveys-sur-Coffrane si trova nella valle Val-de-Ruz formata dal fiume Le Seyon, a nord del lago di Neuchâtel.

## Storia
Già comune autonomo che si estendeva per 7,86 km², in seguito all'esito favorevole del referendum del 27 novembre 2011 il 1º gennaio 2013 è stato aggregato agli altri comuni soppressi di Boudevilliers, Cernier, Chézard-Saint-Martin, Coffrane, Dombresson, Engollon, Fenin-Vilars-Saules, Fontainemelon, Fontaines, Le Pâquier, Les Hauts-Geneveys, Montmollin, Savagnier e Villiers per formare il nuovo comune di Val-de-Ruz.

## Società

### Evoluzione demografica
L'evoluzione demografica è riportata nella seguente tabella:
Abitanti censiti

## Economia
L'economia locale si basa prevalentemente sul settore industriale.

## Infrastrutture e trasporti

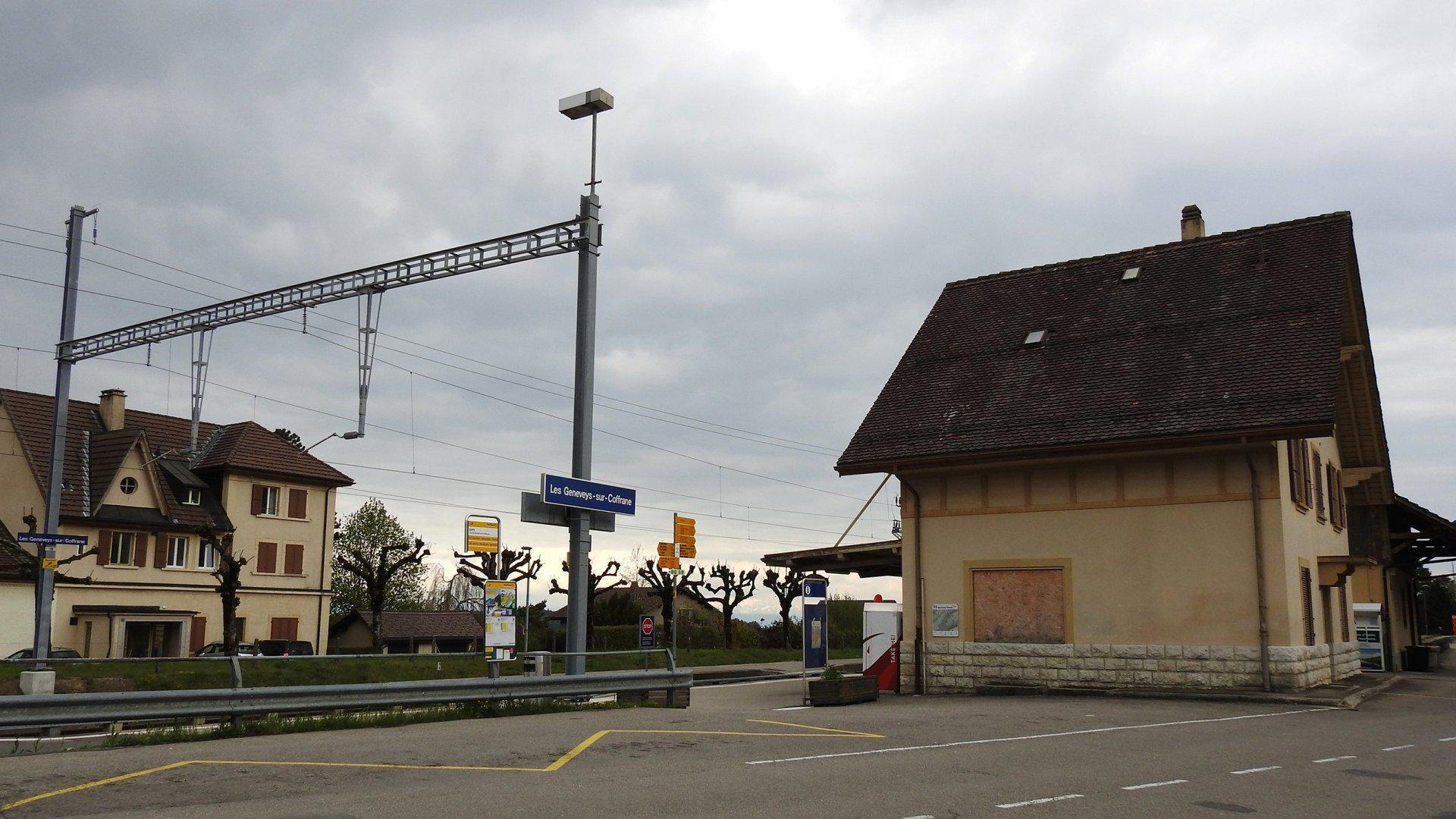
La stazione di Les Geneveys-sur-Coffrane

Les Geneveys-sur-Coffrane è servito dall'omonima stazione sulla ferrovia Neuchâtel-Le Locle.